# 비트 카우티치니크
비트 카우티치니크(슬로베니아어: Vid Kavtičnik, 슬로베니아어 발음: [vit kau̯titʃnik], 1984년 5월 24일~)는 슬로베니아의 전직 핸드볼 선수로 포지션은 라이트백이다. 
국제 대회에서 슬로베니아 국가대표팀의 일원으로 197경기에 출전하여 543골을 기록했다. 그는 2004년 하계 올림픽과 2016년 하계 올림픽에 참가했으며 세계 선수권 대회에서 동메달 1개, 유럽 선수권 대회에서 은메달 1개를 획득했다.